# Lucerna (Novák)
Lucerna (en txec, La llanterna) opus 56 és una òpera amb música de Vítězslav Novák i llibret de Hanuš Jelínek, basat en un conte popular d'Alois Jirásek (1905). Es va estrenar el 13 de maig de 1923 en el Teatre nacional de Praga sota la direcció de Otakar Ostrčil i posada en escena de Čeněk Kvíčala.

## Personatges
| Personatge                  | Tessitura | Repartiment de l'estrena 13 de maig de 1923 Director: Otakar Ostrčil |
| --------------------------- | --------- | -------------------------------------------------------------------- |
| Mladá kněžna                | soprano   | Marja Bogucká                                                        |
| Dvořan                      | baríton   | Jan Fifka                                                            |
| Vrchní                      | baix      | Emil Pollert                                                         |
| Mlynář                      | baríton   | Štěpán Chodounský                                                    |
| Jeho bába                   | contralto | Věra Pivoňková                                                       |
| Haničca                     | soprano   | Ema El meuřiovská                                                    |
| Zajíček, očitelský mládenec | tenor     | Miloslav Jeník                                                       |
| Michal, vodník              | tenor     | Karel Hrušca                                                         |
| Ivan, vodník                | baix      | Jiří Huml                                                            |
| Pan Franc                   | tenor     | Antonín Novotný                                                      |
| Mušketýr                    | baix      | Luděk Mandaus                                                        |
| Klásková                    | contralto | Marie Rejholcová                                                     |
| Klásek, šumař               | paper mut | Antonín Lebeda                                                       |
| Zima, šumař                 | paper mut | Josef Kramer                                                         |
| Sejtko, šumař               | paper mut | Václav Zatiranda                                                     |
| Žán (Jean), komorník        | paper mut | Hynek Lažanský                                                       |
| Terezka, komorná            | paper mut | Marie Crhovská                                                       |